# Championnats d'Europe de natation en petit bassin 2005
Navigation
Édition 2004 Édition 2006
Les 13es Championnats d'Europe de natation en petit bassin, organisés par la Ligue européenne de natation, se sont tenus à Trieste en Italie du 8 au 11 décembre 2005.

## Tableau des médailles
| Rang | Nation      | Or | Argent | Bronze | Total |
| ---- | ----------- | -- | ------ | ------ | ----- |
| 1er  | Allemagne   | 5  | 4      | 7      | 16    |
| 2e   | Pologne     | 5  | 4      | 2      | 11    |
| 3e   | Pays-Bas    | 5  | 1      | 2      | 8     |
| 4e   | Hongrie     | 4  | 0      | 1      | 5     |
| 5e   | Italie      | 3  | 4      | 5      | 12    |
| 6e   | France      | 3  | 3      | 2      | 8     |
| 7e   | Suède       | 3  | 2      | 3      | 8     |
| 8e   | Ukraine     | 3  | 2      | 1      | 6     |
| 9e   | Russie      | 2  | 8      | 4      | 14    |
| 10e  | Royaume-Uni | 1  | 3      | 4      | 8     |
| 11e  | Danemark    | 1  | 3      | 0      | 4     |
| 12e  | Finlande    | 1  | 1      | 1      | 3     |
| 13e  | Slovénie    | 1  | 0      | 2      | 3     |
| 14e  | Autriche    | 1  | 0      | 1      | 2     |
| -    | Slovaquie   | 1  | 0      | 0      | 1     |
| 16e  | Lituanie    | 0  | 1      | 1      | 2     |
| 17e  | Grèce       | 0  | 1      | 0      | 1     |
| 18e  | Croatie     | 0  | 0      | 1      | 1     |
| -    | Suisse      | 0  | 0      | 1      | 1     |
| -    | Biélorussie | 0  | 0      | 1      | 1     |
|      | Total       | 39 | 37     | 39     | 115   |

## Résultats

### 50 m nage libre
| Rang | Athlète            | Pays        | Temps   |
| ---- | ------------------ | ----------- | ------- |
|      | Mark Foster        | Royaume-Uni | 21 s 27 |
|      | Frédérick Bousquet | France      | 21 s 47 |
|      | Johan Kenkhuis     | Pays-Bas    | 21 s 51 |

| Rang | Athlète               | Pays     | Temps   |
| ---- | --------------------- | -------- | ------- |
|      | Marleen Veldhuis      | Pays-Bas | 24 s 32 |
|      | Cristina Chiuso       | Italie   | 24 s 37 |
|      | Anna-Karin Kammerling | Suède    | 24 s 52 |

### 100 m nage libre
| Rang | Athlète         | Pays      | Temps        |
| ---- | --------------- | --------- | ------------ |
|      | Filippo Magnini | Italie    | 46 s 52 (RE) |
|      | Steffen Deibler | Allemagne | 47 s 43      |
|      | Evgeny Lagunov  | Russie    | 47 s 55      |

| Rang | Athlète             | Pays      | Temps   |
| ---- | ------------------- | --------- | ------- |
|      | Marleen Veldhuis    | Pays-Bas  | 52 s 84 |
|      | Hanna-Maria Seppälä | Finlande  | 53 s 36 |
|      | Petra Dallmann      | Allemagne | 53 s 56 |
|      | Alena Popchanka     | France    | 53 s 56 |

### 200 m nage libre
| Rang | Athlète               | Pays        | Temps         |
| ---- | --------------------- | ----------- | ------------- |
|      | Filippo Magnini       | Italie      | 1 min 42 s 89 |
|      | Massimiliano Rosolino | Italie      | 1 min 43 s 32 |
|      | Ross Davenport        | Royaume-Uni | 1 min 43 s 93 |

| Rang | Athlète             | Pays    | Temps         |
| ---- | ------------------- | ------- | ------------- |
|      | Josefin Lillhage    | Suède   | 1 min 55 s 54 |
|      | Federica Pellegrini | Italie  | 1 min 55 s 54 |
|      | Paulina Barzycka    | Pologne | 1 min 55 s 97 |

### 400 m nage libre
| Rang | Athlète            | Pays      | Temps              |
| ---- | ------------------ | --------- | ------------------ |
|      | Yuriy Prilukov     | Russie    | 3 min 37 s 81 (RE) |
|      | Pawel Korzeniowski | Pologne   | 3 min 38 s 20      |
|      | Paul Biedermann    | Allemagne | 3 min 39 s 88      |

| Rang | Athlète             | Pays        | Temps              |
| ---- | ------------------- | ----------- | ------------------ |
|      | Laure Manaudou      | France      | 3 min 56 s 79 (RM) |
|      | Joanne Jackson      | Royaume-Uni | 4 min 01 s 12      |
|      | Federica Pellegrini | Italie      | 4 min 02 s 81      |

### 800 m nage libre
| Rang | Athlète            | Pays   | Temps              |
| ---- | ------------------ | ------ | ------------------ |
|      | Laure Manaudou     | France | 8 min 11 s 25 (RM) |
|      | Anastasia Ivanenko | Russie | 8 min 14 s 51      |
|      | Flavia Rigamonti   | Suisse | 8 min 20 s 32      |

### 1500 m nage libre
| Rang | Athlète             | Pays        | Temps               |
| ---- | ------------------- | ----------- | ------------------- |
|      | Yuriy Prilukov      | Russie      | 14 min 27 s 12 (RE) |
|      | David Davies        | Royaume-Uni | 14 min 35 s 94      |
|      | Mateusz Sawrymowicz | Pologne     | 14 min 38 s 86      |

### 50 m dos
| Rang | Athlète           | Pays        | Temps   |
| ---- | ----------------- | ----------- | ------- |
|      | Thomas Rupprath   | Allemagne   | 23 s 57 |
|      | Arkady Vyatchanin | Russie      | 23 s 95 |
|      | Liam Tancock      | Royaume-Uni | 24 s 06 |

| Rang | Athlète                 | Pays        | Temps   |
| ---- | ----------------------- | ----------- | ------- |
|      | Louise Ørnstedt         | Danemark    | 27 s 26 |
|      | Janine Pietsch          | Allemagne   | 27 s 47 |
|      | Aliaksandra Herasimenia | Biélorussie | 27 s 59 |

### 100 m dos
| Rang | Athlète           | Pays      | Temps   |
| ---- | ----------------- | --------- | ------- |
|      | Laszlo Cseh       | Hongrie   | 51 s 29 |
|      | Arkady Vyatchanin | Russie    | 51 s 47 |
|      | Thomas Rupprath   | Allemagne | 51 s 50 |

| Rang | Athlète         | Pays      | Temps   |
| ---- | --------------- | --------- | ------- |
|      | Laure Manaudou  | France    | 58 s 12 |
|      | Louise Ørnstedt | Danemark  | 58 s 63 |
|      | Janine Pietsch  | Allemagne | 58 s 65 |

### 200 m dos
| Rang | Athlète           | Pays     | Temps              |
| ---- | ----------------- | -------- | ------------------ |
|      | Markus Rogan      | Autriche | 1 min 50 s 43 (RM) |
|      | Arkady Vyatchanin | Russie   | 1 min 50 s 77      |
|      | Gordan Kožulj     | Croatie  | 1 min 53 s 01      |

| Rang | Athlète            | Pays      | Temps         |
| ---- | ------------------ | --------- | ------------- |
|      | Iryna Amshennikova | Ukraine   | 2 min 05 s 12 |
|      | Louise Ørnstedt    | Danemark  | 2 min 06 s 44 |
|      | Annika Liebs       | Allemagne | 2 min 06 s 73 |

### 50 m brasse
| Rang | Athlète           | Pays     | Temps        |
| ---- | ----------------- | -------- | ------------ |
|      | Oleg Lisogor      | Ukraine  | 26 s 67 (RC) |
|      | Alessandro Terrin | Italie   | 26 s 79      |
|      | Matjaz Markic     | Slovénie | 27 s 08      |

| Rang | Athlète          | Pays      | Temps   |
| ---- | ---------------- | --------- | ------- |
|      | Janne Schaefer   | Allemagne | 30 s 62 |
|      | Beata Kaminska   | Pologne   | 30 s 71 |
|      | Elena Bogomazova | Russie    | 30 s 88 |

### 100 m brasse
| Rang | Athlète           | Pays    | Temps   |
| ---- | ----------------- | ------- | ------- |
|      | Oleg Lisogor      | Ukraine | 58 s 07 |
|      | Romanós Alyfantís | Grèce   | 58 s 08 |
|      | Valeriy Dymo      | Ukraine | 58 s 60 |

| Rang | Athlète          | Pays      | Temps         |
| ---- | ---------------- | --------- | ------------- |
|      | Beata Kaminska   | Pologne   | 1 min 06 s 51 |
|      | Elena Bogomazova | Russie    | 1 min 06 s 89 |
|      | Simone Weiler    | Allemagne | 1 min 06 s 98 |

### 200 m brasse
| Rang | Athlète         | Pays    | Temps         |
| ---- | --------------- | ------- | ------------- |
|      | Sławomir Kuczko | Pologne | 2 min 07 s 01 |
|      | Grigory Falko   | Russie  | 2 min 07 s 04 |
|      | Paolo Bossini   | Italie  | 2 min 07 s 70 |

| Rang | Athlète          | Pays      | Temps         |
| ---- | ---------------- | --------- | ------------- |
|      | Anne Poleska     | Allemagne | 2 min 23 s 06 |
|      | Katarzyna Dulian | Pologne   | 2 min 23 s 24 |
|      | Chiara Boggiatto | Italie    | 2 min 23 s 40 |

### 50 m papillon
| Rang | Athlète        | Pays        | Temps   |
| ---- | -------------- | ----------- | ------- |
|      | Lars Frölander | Suède       | 23 s 08 |
|      | Mark Foster    | Royaume-Uni | 23 s 12 |
|      | Matti Rajakyla | Finlande    | 23 s 17 |

| Rang | Athlète               | Pays     | Temps   |
| ---- | --------------------- | -------- | ------- |
|      | Anna-Karin Kammerling | Suède    | 26 s 05 |
|      | Inge Dekker           | Pays-Bas | 26 s 20 |
|      | Fabienne Nadarajah    | Autriche | 26 s 32 |

### 100 m papillon
| Rang | Athlète            | Pays      | Temps   |
| ---- | ------------------ | --------- | ------- |
|      | Thomas Rupprath    | Allemagne | 50 s 55 |
|      | Evgeny Korotyshkin | Russie    | 51 s 32 |
|      | Peter Mankoc       | Slovénie  | 51 s 47 |

| Rang | Athlète           | Pays      | Temps   |
| ---- | ----------------- | --------- | ------- |
|      | Martina Moravcova | Slovaquie | 58 s 19 |
|      | Alena Popchanka   | France    | 58 s 27 |
|      | Johanna Sjöberg   | Suède     | 58 s 39 |

### 200 m papillon
| Rang | Athlète            | Pays      | Temps              |
| ---- | ------------------ | --------- | ------------------ |
|      | Pawel Korzeniowski | Pologne   | 1 min 50 s 89 (RC) |
|      | Helge Meeuw        | Allemagne | 1 min 52 s 49      |
|      | Nikolay Skvortsov  | Russie    | 1 min 53 s 58      |

| Rang | Athlète            | Pays     | Temps         |
| ---- | ------------------ | -------- | ------------- |
|      | Beatrix Boulsevicz | Hongrie  | 2 min 06 s 62 |
|      | Mette Jacobsen     | Danemark | 2 min 07 s 12 |
|      | Aurore Mongel      | France   | 2 min 07 s 52 |

### 100 m quatre nages
| Rang | Athlète             | Pays     | Temps   |
| ---- | ------------------- | -------- | ------- |
|      | Peter Mankoc        | Slovénie | 52 s 65 |
|      | Oleg Lisogor        | Ukraine  | 53 s 38 |
|      | Vytautas Janušaitis | Lituanie | 54 s 16 |

| Rang | Athlète             | Pays     | Temps         |
| ---- | ------------------- | -------- | ------------- |
|      | Hanna-Maria Seppälä | Finlande | 1 min 00 s 71 |
|      | Hanna Eriksson      | Suède    | 1 min 01 s 18 |
|      | Hinkelien Schreuder | Pays-Bas | 1 min 01 s 21 |

### 200 m quatre nages
| Rang | Athlète             | Pays     | Temps              |
| ---- | ------------------- | -------- | ------------------ |
|      | Laszlo Cseh         | Hongrie  | 1 min 53 s 46 (RM) |
|      | Vytautas Janušaitis | Lituanie | 1 min 55 s 42      |
|      | Alessio Boggiatto   | Italie   | 1 min 56 s 11      |

| Rang | Athlète              | Pays    | Temps         |
| ---- | -------------------- | ------- | ------------- |
|      | Katarzyna Baranowska | Pologne | 2 min 10 s 25 |
|      | Aleksandra Urbanczyk | Pologne | 2 min 11 s 11 |
|      | Daria Belyakina      | Russie  | 2 min 11 s 62 |

### 400 m quatre nages
| Rang | Athlète           | Pays    | Temps             |
| ---- | ----------------- | ------- | ----------------- |
|      | Laszlo Cseh       | Hongrie | 4 min 0 s 37 (RM) |
|      | Luca Marin        | Italie  | 4 min 2 s 88      |
|      | Alessio Boggiatto | Italie  | 4 min 6 s 38      |

| Rang | Athlète              | Pays    | Temps         |
| ---- | -------------------- | ------- | ------------- |
|      | Katarzyna Baranowska | Pologne | 4 min 33 s 70 |
|      | Anastasia Ivanenko   | Russie  | 4 min 35 s 27 |
|      | Zsuzsanna Jakabos    | Hongrie | 4 min 35 s 68 |

### 4 x 50 m nage libre
| Rang | Athlète                                                    | Pays        | Temps              |
| ---- | ---------------------------------------------------------- | ----------- | ------------------ |
|      | Mark Veens Mitja Zastrow Gijs Damen Johan Kenkhuis         | Pays-Bas    | 1 min 25 s 03 (RM) |
|      | Julien Sicot David Maitre Alain Bernard Frédérick Bousquet | France      | 1 min 25 s 40      |
|      | Mark Foster Liam Tancock Christopher Cozens Anthony Howard | Royaume-Uni | 1 min 25 s 85      |

| Rang | Athlète                                                                  | Pays      | Temps              |
| ---- | ------------------------------------------------------------------------ | --------- | ------------------ |
|      | Hinkelien Schreuder Inge Dekker Chantal Groot Marleen Veldhuis           | Pays-Bas  | 1 min 36 s 27 (RM) |
|      | Johanna Sjöberg Anna-Karin Kammerling Josefin Lillhage Therese Alshammar | Suède     | 1 min 36 s 75      |
|      | Dorothea Brandt Daniela Samulski Petra Dallmann Daniela Goetz            | Allemagne | 1 min 38 s 90      |

### 4 x 50 m quatre nages
| Rang | Athlète                                                         | Pays        | Temps         |
| ---- | --------------------------------------------------------------- | ----------- | ------------- |
|      | Thomas Rupprath Mark Warnecke Johannes Dietrich Steffen Deibler | Allemagne   | 1 min 34 s 83 |
|      | Andriy Oleynyk Oleg Lisogor Sergiy Breus Vyacheslav Shyrshov    | Ukraine     | 1 min 34 s 91 |
|      | Liam Tancock Chris Cook Matthew Clay Mark Foster                | Royaume-Uni | 1 min 35 s 22 |

| Rang | Athlète                                                                   | Pays      | Temps              |
| ---- | ------------------------------------------------------------------------- | --------- | ------------------ |
|      | Hinkelien Schreuder Moniek Nijhuis Inge Dekker Marleen Veldhuis           | Pays-Bas  | 1 min 47 s 44 (RM) |
|      | Janine Pietsch Janne Schaefer Daniela Samulski Dorothea Brandt            | Allemagne | 1 min 47 s 68      |
|      | Therese Alshammar Rebecca Ejdervik Anna-Karin Kammerling Josefin Lillhage | Suède     | 1 min 49 s 07      |